# Ханс Елі Сігурбйорнссон
Ханс Елі Сігурбйорнссон (фар. Hans Eli Sigurðbjørnsson; 1 листопада 1993) — фарерський гандболіст. Виступає за гандбольний клуб KÍF та національну збірну Фарерських островів.